# Rebound (série de televisão)
Rebound (リバウンド, Ribaundo) foi uma série de televisão japonesa exibida pela Nippon TV entre 27 de abril e 29 de junho de 2011. Foi protagonizada por Saki Aibu e Mokomichi Hayami e transmitida nos países lusófonos pela Crunchyroll.

## Elenco
- Saki Aibu como Nobuko Ōba
- Mokomichi Hayami como Taichi Imai
- Chiaki Kuriyama como Hitomi Mimura
- Ryō Katsuji como Kensaku Kazami
- Maki Nishiyama como Yūki Naitō
- Ryō Ryūsei como Shirō Tenno
- Mayumi Wakamura como Ran Morinaka

## Episódios
| #  | Título                                                      | Dirigido por   | Exibição original   | Audiência (%) |
| -- | ----------------------------------------------------------- | -------------- | ------------------- | ------------- |
| 1  | "A Garota que não Consegue Perder Peso" "(やせられない女)"  | Seiichi Nagumo | 27 de abril de 2011 | 14.3          |
| 2  | "A Garota que não Pode Contar a Verdade" "(言い出せない女)" | Seiichi Nagumo | 4 de maio de 2011   | 10.5          |
| 3  | "A Garota que não Pode Contar a Verdade" "(愛せない女)"     | Jun Ishio      | 11 de maio de 2011  | 12.2          |
| 4  | "A Garota que não Decide" "(決められない女)"                | Jun Ishio      | 18 de maio de 2011  | 10.6          |
| 5  | "A Garota que não Pode Voltar" "(戻れない女)"               | Seiichi Nagumo | 25 de maio de 2011  | 11.4          |
| 6  | "A Garota que não Pode Comer" "(食べられない女)"            | Ken Higure     | 1 de junho de 2011  | 11.3          |
| 7  | "A Garota que não Pode Acreditar" "(信じられない女)"        | Jun Ishio      | 8 de junho de 2011  | 9.7           |
| 8  | "A Garota que não Pode Mudar" "(変えられない女)"            | Seiichi Nagumo | 15 de junho de 2011 | 10.8          |
| 9  | "A Garota que não Consegue se Desfazer" "(捨てられない女)"  | Jun Ishio      | 22 de junho de 2011 | 9.8           |
| 10 | "A Garota que não Desiste" "(あきらめない女)"               | Seiichi Nagumo | 29 de junho de 2011 | 10.5          |